# Roberto de' Nobili
Ne doit pas être confondu avec Roberto de Nobili.
Pour les articles homonymes, voir Nobili.
Roberto de' Nobili, né le 5 septembre 1541 à Montepulciano, en Toscane (Italie) et décédé le 18 janvier 1559 à Rome, est un cardinal italien du XVIe siècle.

## Famille
Né le 5 septembre 1541 à Montepulciano qui était alors dans la république de Sienne, Roberto est le second enfant (et premier fils) de Vincenzo de Nobili (ca. 1515, Montepulciano - 1560, Rome), noble de Montepulciano, gouverneur d'Ancône, seigneur puis marquis de Civitella di Romagna, général de l'infanterie de la guerre contre Sienne, général de la cavalerie pontificale et capitaine des armées impériales, et de Maddalena de Barbolani.
De très haute famille nobiliaire - influente dans les États pontificaux - Roberto est le petit-neveu du pape Jules III et l'oncle du cardinal Francesco Sforza (1583) et du missionnaire jésuite en Inde, Roberto de Nobili (qu’il n’a cependant pas connu personnellement).

## Biographie

### Jeunesse
Dans sa jeunesse, il a pour précepteur Giulio Poggiani, Ottavio Pantagato, et Girolamo Ponzio. L’enfant est précoce : il parle couramment le grec et le latin à l'âge de dix ans et prenait des cours de philosophie, de littérature et d'Écriture sainte.

### Cardinal à12 ans
Le 8 février 1550, son oncle maternel, le cardinal del Monte est élu pape et prend le nom de Jules III. Trois ans plus tard, en décembre 1553, il nomme son brillant neveu Roberto, ’cardinal’-diacre, bien qu’il n’ait que douze ans. Il était déjà ‘clerc’ d'Arezzo et avait reçu le titre d’abbé commendataire de l’abbaye cistercienne de Spineta (it). La famille s’est installée à Rome.
Monsieur le Cardinal.
Ayant présentement depésche l'abbé Sainct Ferme pour retourner par de la, je lui aie bien voulu donner charge expresse de vous visiter de ma part, et vous dire de mes nouvelles, vous priant sur ce le croire comme vous vouldriez faire moi memes, et je vous supplirai le Createur, Monsigneur le Cardinal, qui vous aye en sa saincte et digne garde.
Escript a la Houssaye le 17 juillet 1556. »
— Henri II de France, Lettre à Roberto de'Nobili
Le jeune cardinal étonne le monde romain par sa piété, son style de vie austère autant que par son érudition exceptionnelle. Il abandonne ses droits de succession aux titres civils de son père au profit de son frère Pierfrancesco de Nobili (1548-1592), Marquis de Civitella.
A quinze ans le cardinal de Nobili participe au premier conclave d’avril 1555, lors duquel Marcel II est élu, ainsi qu'au second de l’année - élection de Paul IV - en mai 1555. Il donne son soutien à l’un comme à l’autre des papes réformistes.
À plusieurs reprises il exprime le souhait de renoncer au cardinalat pour entrer dans un ordre religieux: capucins ou jésuites. Il fréquente assidûment l’église du Gesù, à Rome, pour y entendre les sermons des pères jésuites espagnols Salmeron et Juan de Polanco, Ce dernier dont il fait son guide spirituel le dissuade d’entrer en religion, persuadé qu'il rendrait de plus grands services à l’Église tel qu’il était que comme religieux jésuite. En 1557, il obtient des Jésuites (le père Lainez) qu’ils ouvrent un collège dans sa ville natale de Montepulciano. Il met le palais familial des Nobili à leur disposition.
Paul IV lui confie la direction de la bibliothèque vaticane, et avant 17 ans il est déjà l’auteur d’un traité de théologie, un ‘de gloria coelestis’, et plusieurs panégyriques et vies de saints. Les dimanches et jours de fête liturgique il avait l’habitude de rassembler le personnel domestique de son palais pour les instruire du catéchisme et leur donner un commentaire sur l’évangile du jour. Il ne semble pas qu’il ait jamais été ordonné évêque, ou même prêtre.

### Mort à17 ans
Les derniers six mois de sa vie le jeune cardinal est alité et gravement malade. Sans doute un cancer. Il est assisté durant ses derniers moments par son confesseur Juan de Polanco. Il meurt le 18 janvier 1559, à Rome, à l'âge de 17 ans. Il est enterré dans la chapelle des Del Monte dans l'église San Pietro in Montorio à Rome. Ses entrailles sont placées dans la chapelle de San Francesco dans l'église San Bernardo alle Terme.